# 執屋 (短片)
《執屋》（英語：Far From Home）是一部香港短篇劇情電影，以反對逃犯條例修訂草案運動為背景，由莫坤菱執導，主演包括葉蘊儀、陳哲民、覃嘉淇和龔志業。2021年6月17日，香港電檢處拒絕發出本片的准映證，並要求劇組大量刪改劇情。導演莫坤菱認為刪剪幅度過大，有違創作原意，遂退回放映申請。 

## 劇情
在反修例運動中擔任急救員的醫科生阿勇被捕，其女友阿然到其住所為其「執屋」（收拾房間）。阿然與阿勇在反修例運動中相識，認識時間不長，從未到過阿勇家，亦未曾見過其父母。阿然「執屋」初期與政見不同的阿勇父母發生衝突，雖然阿然向阿勇的父母敞開心懷，阿勇的父母也態度軟化與她交流，但終仍敵不過兩代人之間的矛盾。 

## 演員
- 覃嘉淇飾演阿然，阿勇的女友，在阿勇被捕後為他到其住所「執屋」[4]
- 龔志業飾演阿勇，醫科生，在反修例運動期間擔任急救員並被捕[4]
- 葉蘊儀飾演阿勇的母親，與阿勇和阿然的政見不合[1][4]
- 陳哲民飾演阿勇的父親[1]

## 製作及發行
《執屋》於2020年11月開始製作，原定於2021年6月參與第15屆鮮浪潮電影節，並會在五場節目中放映。
但香港電影、報刊及物品管理辦事處於同年6月17日拒絕發出准映證，要求劇組刪改14處涉及反修例運動的描述，包括大部份「執屋」情節，亦不能以《執屋》為片名，不能在短片提及「執屋」，及須加上警告，標明內容可能構成刑事罪行，否則退回申請。導演莫坤菱回應指這樣大量刪改劇情片長可能只剩10分鐘不到，修改幅度很誇張，而且本片的主題是「執屋」，卻不能提及或顯示「執屋」過程，甚至連片名也要修改，違背了創作原意，亦失去放映意義，因此拒絕修改，最終無法參與電影節和在院線放映。莫坤菱指目前無計劃修改短片再送檢，並認為短片已經沒有希望在香港放映。

## 爭議

### 被電檢處拒絕放映
2021年6月17日，電檢處拒絕發出《執屋》的准映證，並要求劇組大量刪改內容，引發業界和外界共同關注。《十二點前我要返屋企》導演楊建邦等10名導演於Facebook貼上聯署聲明，抗議電檢處的打壓，並表示不會因此而禁聲。
而香港政府在8月24日公佈電檢修訂草案詳情，賦予政務司司長能以「不利國安」為由審查電影的權力，《執屋》的拒映事件再度引起媒體關注。莫坤菱對此表示憂慮，認為創作者不會知道紅線在哪裡，例如電檢處並無解釋要求《執屋》刪改片段的理由，要創作者自行推測，因此修例猶如白色恐怖、自我審查。而主演覃嘉淇則對此表示無奈，認為香港的創作空間愈漸收窄。

## 外部連結
- YouTube上的《執屋》Far From Home 第十五屆鮮浪潮國際短片節（本地競賽短片）
- 豆瓣电影上《執屋》的資料 （简体中文）